# Callithrix
Callithrix Erxleben, 1758 è un genere di primati platirrini. Comprende gli animali comunemente noti come uistitì o marmose, diffusi in America Meridionale, dove colonizzano la foresta pluviale.

## Descrizione
La maggior parte delle specie misura non più di una quarantina di centimetri, compresa la coda che è più lunga del corpo e non è prensile.

Rispetto alle altre platirrine, mostrano numerosi tratti primitivi, quali unghie simili ad artigli, vibrisse e mancanza di denti del giudizio.

La loro temperatura corporea è piuttosto variabile: sono stati registrati cambiamenti anche di 4 °C nel corso della giornata.

## Biologia
Si tratta di animali assai attivi: si nutrono principalmente di insetti e frutta. Hanno inoltre incisivi inferiori assai appuntiti, coi quali incidono la corteccia degli alberi in modo tale da poterne suggere la linfa e la gommoresina, che in alcune specie costituiscono una componente fondamentale della dieta.

In funzione di questa particolare dieta, gli uistitì hanno sviluppato una serie di adattamenti fisiologici, come i particolari incisivi (rivolti in avanti e privi di smalto nella facciata interna), la lingua assai ruvida (simile a quella dei felini) ed un particolare intestino cieco e dei batteri che contribuiscono a scindere i polisaccaridi complessi contenuti nella linfa, per ricavarne energia.
Vivono in gruppi familiari che contano da tre a quindici membri e composti da una o più femmine riproduttrici con un maschio come nucleo essenziale, al quale si aggiungono eventuali figli del maschio e di una femmina, ed a volte anche membri esterni provenienti da altri gruppi. Ogni gruppo si muove in un proprio territorio che viene marcato con urina e secreti ghiandolari, anche se ricerche sul campo hanno dimostrato che i vari territori si sovrappongono anche in parti cospicue, quindi non è del tutto chiaro se gli uistitì siano realmente animali molto territoriali come si è sempre creduto.

Le loro modalità riproduttive sono assai varie ed anche all'interno della stessa specie si possono trovare individui monogami, poliginia e poliandria, anche se quest'ultima è praticata assai raramente. Nella maggior parte delle specie la femmina dà alla luce dei gemelli, anche se alcune specie partoriscono un unico cucciolo ed a volte capita che delle femmine diano alla luce tre gemelli. I cuccioli vengono accuditi da tutti i componenti del gruppo.
Gli uistitì sono gli unici primati in cui si manifesta chimerismo della linea germinale.

## Tassonomia
- Genere Callithrix
  - Callithrix aurita - uistitì dalle orecchie bianche
  - Callithrix flaviceps - uistitì dalla testa gialla
  - Callithrix geoffroyi - uistitì di Geoffroy
  - Callithrix jacchus - uistitì dai pennacchi bianchi
  - Callithrix kuhlii - uistitì di Wied
  - Callithrix penicillata - uistitì dai pennacchi neri

## Gli uistitì nella cultura di massa
Nell'opera shakespeariana La tempesta, lo schiavo deforme Calibano istruisce il nuovo padrone Stefano su come intrappolare l'agile uistitì, nella scena 2 del secondo atto.